# Húsdrápa
 Der er for få eller ingen kildehenvisninger i denne artikel, hvilket er et problem. Du kan hjælpe ved at angive troværdige kilder til de påstande, som fremføres i artiklen.

Húsdrápa (sammensat af hus og drapa, bogstaveligt hus-digt) er et skjaldedigt, der er delvist bevaret i den Yngre Edda, hvor dele af det er citeret. Det tilskrives skjalden Úlfr Uggason. Digtet beskriver mytologiske scener i udskårne paneler. Stroferne beskriver tre scener:
- Thors fisketur
- Balders begravelse
- En obskur myte, der af Snorri Sturluson bliver forstået som kampen mellem Loke og Hejmdal om Brísingamen.

Húsdrápa sammenlignes ofte med Haustlöng og Ragnarsdrápa, der ligeledes beskriver kunstværker med mytologiske scener.
Digtet nævnes i Laxdæla saga:
"Bryllupsfesten var tæt pakket, for den nye hal stod færdig. Ulf Uggason var indbudt som gæst, og han havde skrevet et digt om Olaf Hoskuldson og om legenderne der var malet rundt om i hallen, og han fremsagde det ved festen. Digtet hedder "Husets Sang" [Húsdrápa], og er godt gjort. Olaf belønnede ham for digtet".